# Шапочка, обшитая перьями

Шапочка с пучком перьев. Апачи, Аризона

Шапочка, обшитая перьями — кожаный, обычно полусферической формы, головной убор, часто украшенный перьями, распространённый среди индейцев Северной Америки. Использовалась как военный, танцевальный, а также обрядовый и магический атрибут. За исключением тех, которые считались священными и принадлежали шаманам, могли носиться всеми воинами. Иногда и женщинами.

## Юго-Запад и Дальний Запад

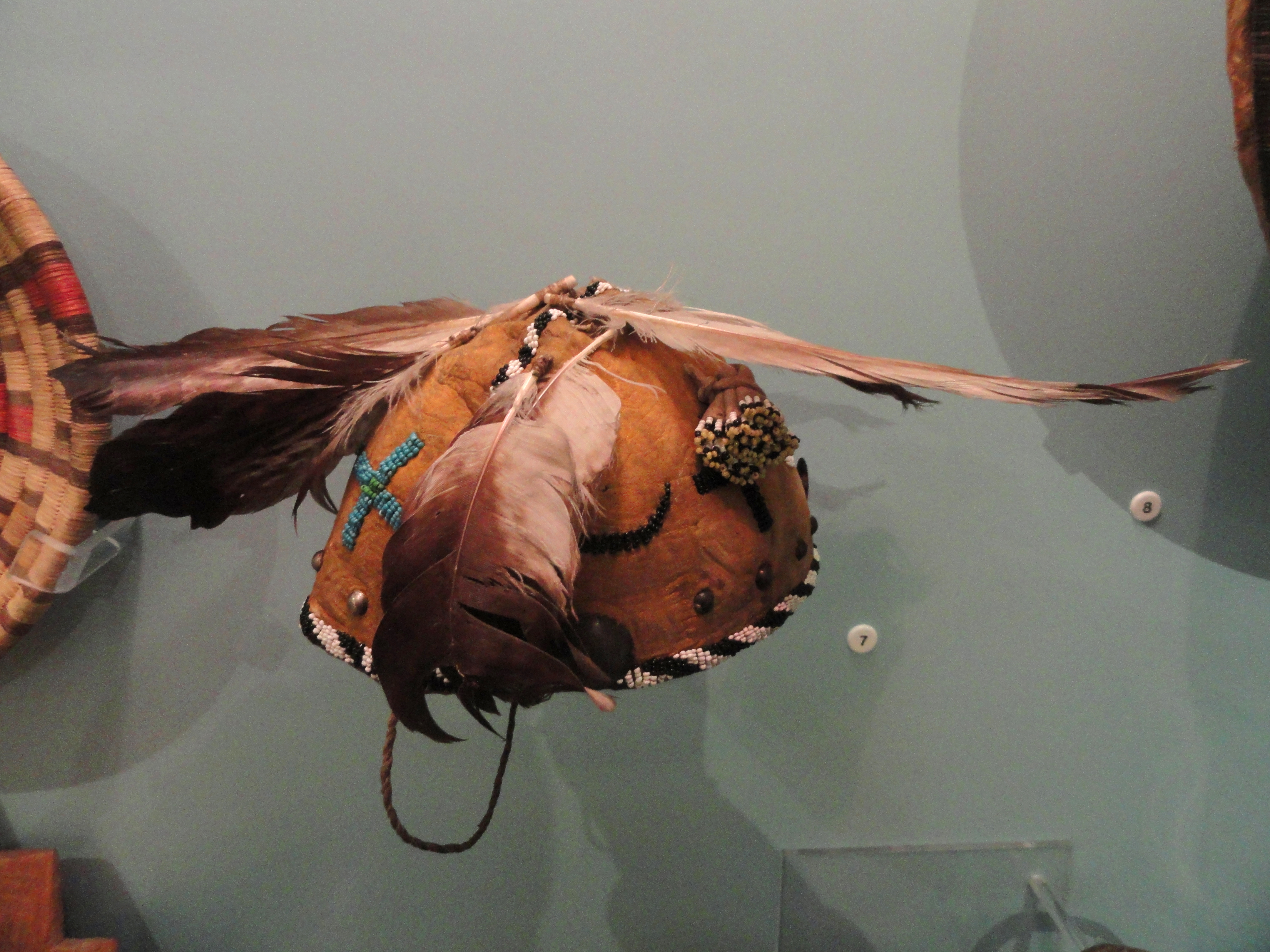
Военная шапочка чирикауа апачей, 1880-е гг.

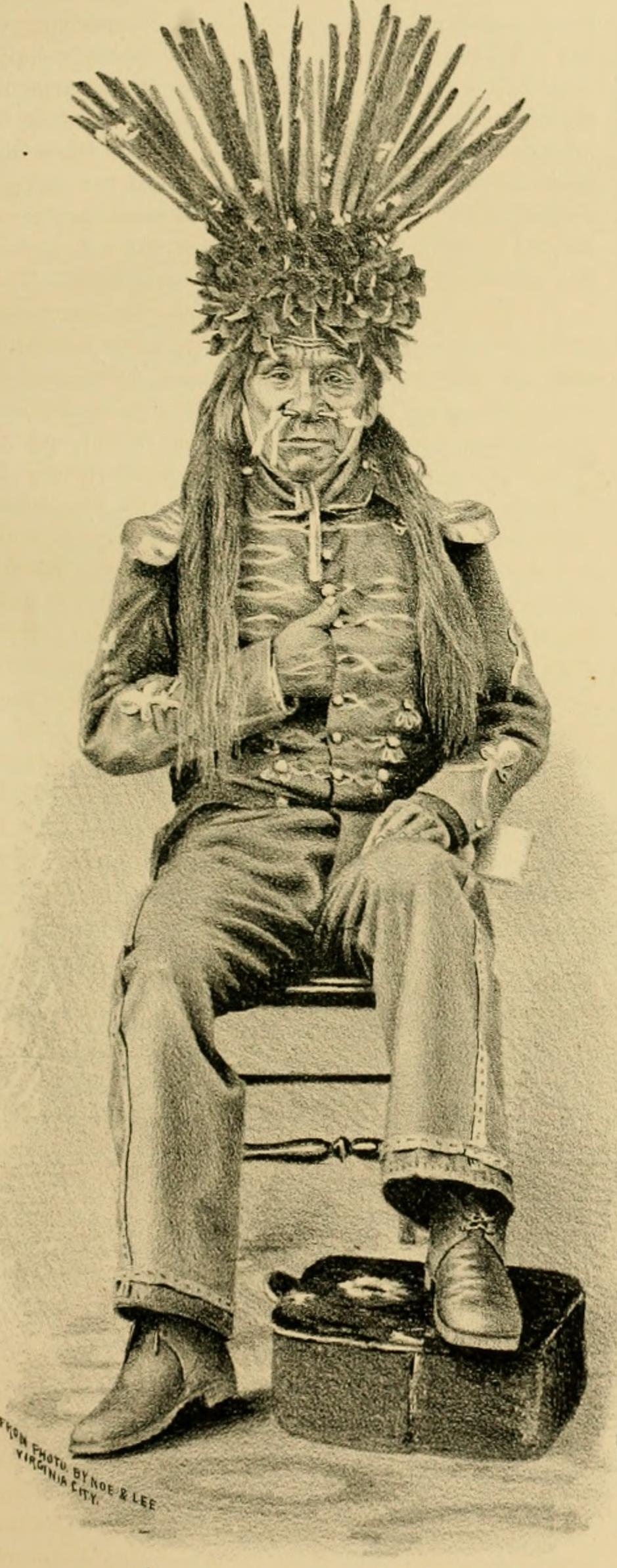
Шапочка с буфом из подрезанных перьев. Пайюты, Невада

Шапочка с гребнем из перьев. Пуэбло, 1942 г.

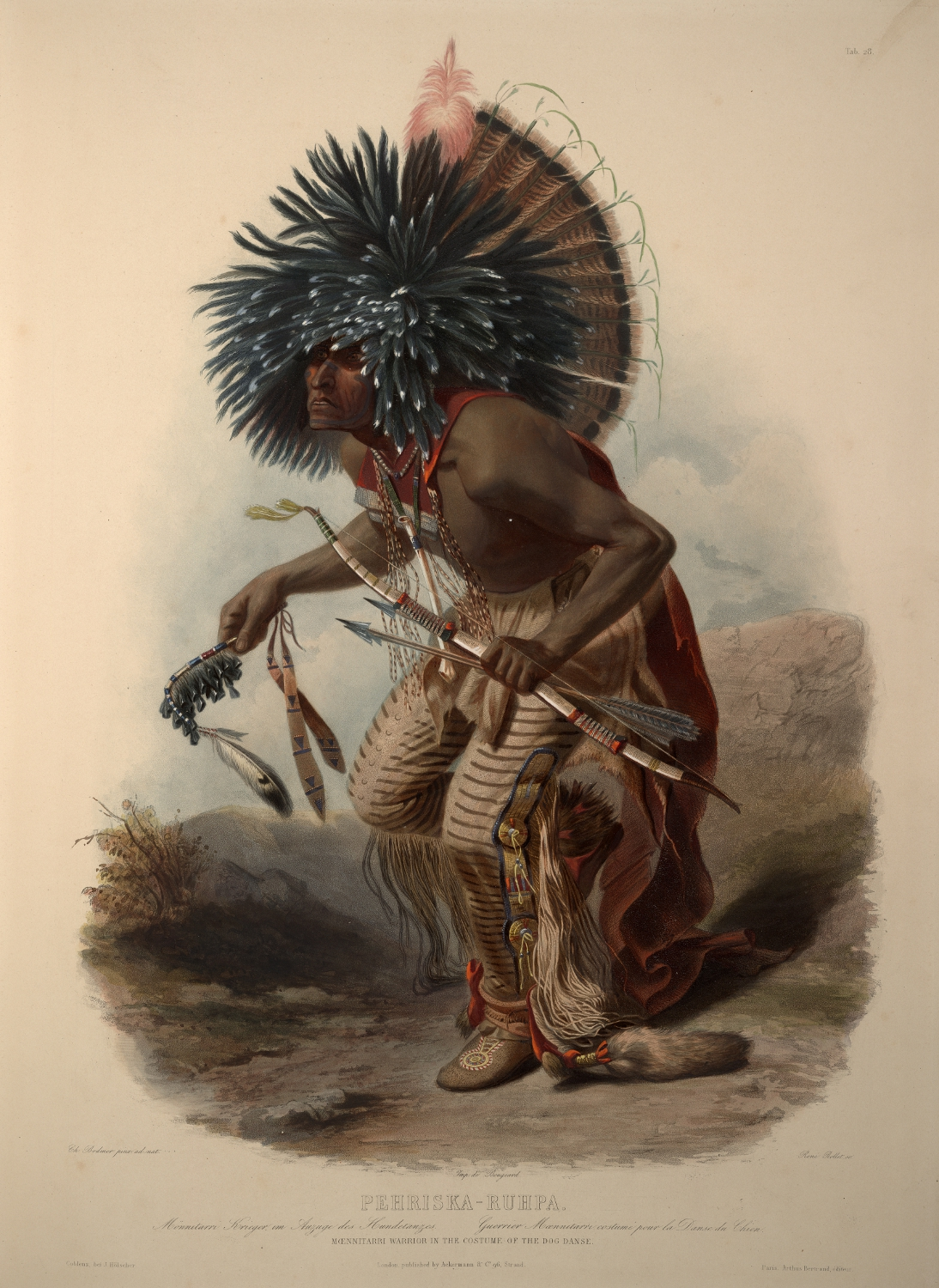
Воин общества Люди-собаки. ХидатсаКарл Бодмер

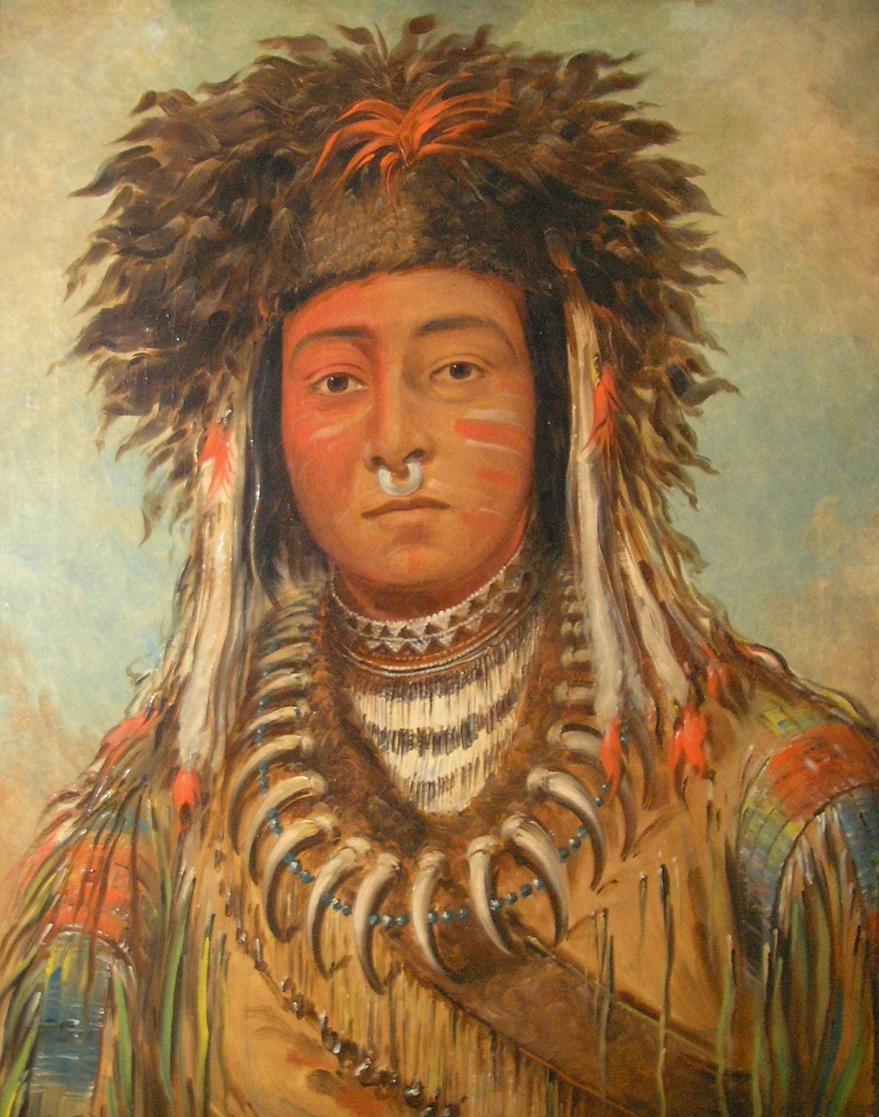
Шапочка, покрытая ободранными бородками перьев. ОджибвеДжордж Кэтлин

Различные кожаные шапочки были распространены на Юго-Западе. Обычно они были как-то украшены, к примеру, маленьким пучком пёрышек на макушке. На макушке могут быть свободно закреплены несколько больших орлиных перьев или же более плотный пучок небольших перьев (может дополняться и орлиным пером). Небольшие перья могут покрывать и всю шапочку, как на головных уборах, использовавшихся севернее.
Подобные шапочки были особенно распространены у апачей. Они могли быть боевыми или магическими, которыми владели шаманы. Их делали из кожи оленя, украшали краской, тканью, бисером, медными или серебряными бляшками. На макушке закреплялось одно, два или больше орлиных перьев, чаще свободно. Иногда применялось характерное украшение в виде плотного буфа в виде «вороньего гнезда» из перьев ястреба или индюка. Их расщепляли или подрезали, создавая форму шара. Этот буф мог располагался в верхней части, мог образовывать круг около больших перьев, но чаще находился в передней части, ближе ко лбу. Совиные перья применяли лишь шаманы, имеющие отношение к Силе совы. Реже шапочка почти вся покрывалась перьями. Иногда шапочка украшается рогами вилорога, а по краю сзади — скальповыми прядями. Применяли и тонкие расщеплённые рога бизона.
Шапочки с пучками перьев также использовали в танцах в Калифорнии. Юты Большого Бассейна, а иногда также пуэбло и апачи украшали шапочку гребнем из орлиных перьев, который начинался от лба и продолжался по длинному шлейфу до земли. У апачей гребень дополнялся ещё расщеплёнными рогами бизона.

## Северные равнины
На северных равнинах шапочки также покрывались перьями. У сиу убор этого класса представлял собой шапочку, по всей поверхности обшитую небольшими перьями, неподвижно торчащими вверх. Бывает, что она густо усыпана мелкими перьями вместе с редкими торчащими большими перьями, у которых бородка оставлена только на кончиках. Перья, например куропатки, могут быть распределены и довольно редко. Хотя имеются уборы с очень большим количеством перьев среднего размера: ворона, сороки или совы. Иногда берутся не перья не полностью, а только ободранные с них бородки. При этом получается пушистое покрытие. Перья могут быть закреплены очень свободно. При этом они лежат и менянют положение под порывами ветра. Такой убор может иметь и длинный шлейф, покрытый так же закреплёнными перьями. К убору со свободно лежащими перьями или одиночным шлейфом могут быть добавлены цельные или расщеплённые рога бизона. Они также могут имитироваться плоскими рогами, вырезанными из твёрдой кожи или сделанными из длинных и узких деревянных планок.  
При более жёстком закреплении перьев формируется шарообразная форма. Этот головной убор может быть усложнён расположенным на темени плюмажем, а на затылке — широким или узким гребнем из перьев индюка или орла; одним длинным пером на макушке; пером без бородки; вместе пером и пером без бородки; тонкими рожками. Такие уборы носили члены военных обществ Люди-собаки в племенах шайеннов и хидатса. Также их применяли сиу, арикара, кроу, ассинибойны. Похожие уборы, с небольшими перьями, были у кламатов и оджибве. У последних были также покрытые ободранными с перьев бородками. Сюда же, в какой-то мере можно отнести и некоторые образцы гастовехов, особенно у гуронов эпохи фотографии, имеющие очень объёмное оперение.